# 屋根裏部屋の花たち
『屋根裏部屋の花たち』（やねうらべやのはなたち、原題：Flowers in the Attic）は、1979年に発表されたV・C・アンドリュースによるアメリカ合衆国の小説。『炎に舞う花びら』など続編も刊行されシリーズ化している。2019年時点でシリーズ売上は4000万部を突破している。1987年に原作の一作目を映画化。2014年から全編（1-4作目）がドラマ化。2022年に外伝（5作目）『ドールハウスの庭』がドラマ化。2014年と2022年の映像化は日本語ローカライズが成されていない。

## 概要
シリーズでは、1950年代から2000年代のアメリカを舞台に、大人たちの思惑により屋根裏部屋での監禁生活を強いられる四人の子供たちの物語から始まり、そのうちの上二人の兄妹が近親相姦の関係になり、逃げ延びた先で長じてから血縁を隠して夫妻として暮らすようになる姿が描かれていく。兄妹らの姓を取り『The Dollanganger Family Series』、『The Dollanganger Saga』、『Dollanganger Children』と称されることや、一作目に由来し『屋根裏部屋の花たちシリーズ』と称されることもある。
兄妹の関係は媒体によって表現が大きく変わる。原作小説においては、兄による強姦から始まり、妹が許し愛し合うようになった。1987年の映画版においては、被虐待児童らが監禁から脱出するという点にテーマが絞られ、兄妹には妖しさこそ漂うが明確な性関係はない。当初は原作そのままに映像化する予定であり撮影まで行われたが、試写会での評価が芳しくなく改められた。2014年のドラマ版においては、強姦ではなく最初から兄妹で同意しあって肉体関係を持つ。一方、『炎に舞う花びら』における、「17歳と42歳が恋をして性交」という展開については、小児性愛だとして2014年ドラマ版ではカットされた。
著者は本作を「ほとんど耐え難い状況下で生き延びるために奮闘する実際の子供たち」に向けたものと語る。俗悪な大衆向けペーパーバックとして発売され、近親相姦、毒殺、虐待を描く作品内容から、ワシントン・ポスト紙では「狂った駄作」「今まで読んだ中で最悪の本」と批判を受け、子供が読むにはスキャンダラスでショッキングな内容だと、多くの議論を呼んだが、10代からの強い支持を受け1作目は発売した年に300万部売れた。ガーディアンでは「ストーリーは狂気の沙汰としか言いようがないが、40年経った今でも完全に引き込まれる」「抗えない魅力を放つ」と評された。1作目は1993年、子供の投票によって選出されるオーストラリアの文学賞BILBY Awardで、13歳以上の子供から評価され「Older Readers Award」を受賞した。また、2003年にザ・ビッグ・リードで、イギリス国民が選ぶ書籍ベスト200に選ばれた。
本編4作発表後に著者アンドリュースは亡くなり、発見された遺稿をもとにAndrew Neidermanがゴーストライターとなって『ドールハウスの夢』を執筆し、アンドリュース名義で発表された。執筆者が異なるためか、『ドールハウスの夢』と本編4部作にはいくらかの矛盾点が生じている。その後もAndrewによる二次創作として、アンドリュース名義でシリーズの続編や過去編『Christopher's Diary: Secrets of Foxworth』、『Christopher's Diary: Echoes of Dollanganger』、『Secret Brother』、『Beneath the Attic』、『Out of the Attic』、『Shadows of Foxworth』が発表されたが、それらは日本語訳されていない。
兄妹は人形のような容姿の美しさから「ドレスデン・ドールズ」と作中で呼ばれることがあり、バンドグループドレスデン・ドールズの由来になっている。また、兄妹の姓ドーランギャンガー(Dollanganger)はNicole Dollangangerの名前の由来ともなっている。

## 年譜
1979年、1作目『屋根裏部屋の花たち』（Flowers in the Attic）発表。
1980年、2作目『炎に舞う花びら』（Petals on the Wind）発表。
1981年、3作目『棘があるなら』（If There Be Thorns）発表。
1984年、4作目『屋根裏部屋へ還る』（Seeds of Yesterday）発表。
1986年12月19日、著者のV・C・アンドリュース逝去。
1987年、1作目『屋根裏部屋の花たち』が実写映画化。
1989年、遺稿をもとに5作目にして番外編『ドールハウスの夢』（Garden of Shadows）発表。
2014年、1-4作目がドラマ（テレビ映画）化。
2022年、5作目がドラマ（テレビ映画）化。

## あらすじ

### 屋根裏部屋の花たち
1957年、アメリカ合衆国ペンシルバニア州グラッドストン。12歳の少女、キャシー・ドーランギャンガーは、両親、14歳の兄クリス、5歳の双子の弟妹コーリイ＆キャリーと共に幸せな日々を送っていた。全員が金髪碧眼の、目立って美しい容姿の一家だった。ところが、父が事故で急逝した。麗しいが生活能力のない母コリーンは暮らしていけなくなり、四人の子供たちを連れてバージニア州シャーロッツビルにある大富豪の実家フォックスワース家へと帰った。父母は駆け落ちして結婚したため母方の祖父母にその関係を今でも許されておらず、子供たちが祖父母宅へ行くのは初めてだった。特に父母の関係を強く反対していた祖父マルコムは、病気で伏せっており今にも死にそうだという。祖父との衝突を避ける母は、祖父にだけは子供たちの存在を知らせず、豪華な屋敷の一角である屋根裏部屋に子供たちを隠し、祖父に真実を話し説き伏せた後には出してあげると約束した。屋根裏部屋は最低限の生活こそできるが殺風景で、子供たちは色紙で花を作って壁中に飾った。キャシーは毎日兄弟らの前でバレエを踊った。子供たちは母の言いつけを守り屋根裏部屋に潜み続けていたが、祖父との交渉は進んでいないらしく、「一晩だけ」だったはずの屋根裏部屋生活は延びていき、数年が経とうとしていた。
屋根裏部屋での生活が長期化し、バレリーナを志すキャシーも、医者を志す兄クリスも、何年も学校に行けず学べない生活の中で焦燥に駆られた。やがてキャシーは、父母が実は、叔父と姪という結婚を許されざる関係だと知る。父は、祖父の年の離れた異母弟だった。祖父は父母の関係や、ましてやその間に生まれた子供を許せるはずがなく、祖父の死を待たなければ子供たちは屋根裏部屋から出られそうになかった。真実を知る祖母オリヴィアは、子供たちを忌まわしいものとして扱い、聖書を引用しながらキャシーらを「罪の子」だと言った。父の死後に一時期はやせ細り哀れだった母は、豪邸でのお嬢様としての暮らしの中で会うたびに華美になっていき、キャシーは「母に見捨てられたのではないか、一生出してもらえないのではないか」と感じ始め、母を信じて待つべきだというクリスと衝突することもあった。異常な生活を長期間続けたためか子供たちは体調不良に陥ることがあり、まだ幼い双子の弟妹が不憫でならず、キャシーとクリスはやがて母に見切りをつけて屋根裏部屋からの脱出を決意した。子供たちだけで生きていくのには金がかかるので、二人は監禁されている部屋の鍵を開ける方法を見つけ、部屋から抜け出しては豪邸内の金目の物を盗み取り、十分に集まったら脱出することにした。
15歳になったキャシーは、二次性徴を迎えた美しい肉体で恋する相手がいないことを悲しみ、17歳のクリスの前でそしらぬふりで肌を露わにし、クリスが動揺する姿を見て女性としての自信を得ていた。ある時、いつもはすぐに目を逸らしていたクリスが凍りついたようにキャシーを凝視した。キャシーがそのことに恐怖していると、祖母オリヴィアが現れ、二人の間に流れる空気から罪深いものを察し、キャシーの長い金髪が男を誘惑するものだと、タールをかけた。固まった髪の毛は切らなければどうしようもなさそうだったが、クリスが長い時間をかけて解きほぐし清めたことで切らずにすんだ。オリヴィアは更に、懲罰として二週間も子供たちに食事を与えなかった。
母は父のことを忘れ、男をつくり新しい恋に夢中になっていた。キャシーは、母の恋人であるバートが眠りこけている姿を見た。彼はハンサムで、金髪碧眼ばかりを見ていたキャシーが久しぶりに見る見事な黒髪をしていた。キャシーは衝動的に眠る彼に口づけをした。そのことを知ったクリスは、嫉妬に駆られキャシーを強姦した。キャシーは誘惑的に振る舞っていた自分の招いたことだとクリスを許し、二人は「この世で最も罪ぶかい恋人どうし」となった。
弟コーリイは何度も体調不良になった末に、とうとう目覚めなくなり、キャシーは母に懇願して医者に連れて行くようコーリイを預けたが、やがてコーリイが肺炎で亡くなったと知らされた。もっと早くに脱出していれば死なせずに済んだとキャシーとクリスは後悔した。全ては祖父のせいだと、クリスは病床の祖父の元へ飛び込むも、そこはもぬけの殻だった。祖父はもう1年ほども前に亡くなっていた。祖父は母と再会した際に「許されない間柄で罪の子を産んでいなくて良かった」と喜び、莫大な遺産の多くを母に渡すとの遺言を書き、そしてもし罪の子の存在が発覚するようであれば破棄するとも残していた。母は、子供たちよりも金を選んだのだ。そして母はネズミ退治として砒素を取り寄せていた。コーリイの好物であるためキャシーらが優先的に渡していたドーナツには砂糖のように白い砒素がまぶされており、コーリイはそれによって殺された。
監禁生活が始まってから3年4ヶ月16日目、金目の物を荷物に詰め、キャシー、クリス、キャリーの三人は屋根裏部屋から脱出した。手元には、犯罪の証拠であるドーナツのかけらと、実験的にドーナツを食べさせられ死んだネズミの死骸があった。それらを警察に持っていけば母の罪を告発し保護を受けられたかもしれないが、キャシーはそうしなかった。法の裁きではなく、もっと凄絶な復讐を欲した。景色はまだ冬の中だったが、三人兄妹は本物の花を見に行こうと話し合った。

### 炎に舞う花びら
1960年の11月、キャシーは15歳だった。屋根裏部屋から脱走し遠くの地へと当て所なく向かっていた三人の子供たちは、容態の悪い末妹キャリーを診てもらおうと、サウスカロライナ州クレアモントで心優しい医者ポールに出会った。ポールは子供たちに親身になり、正式な手続きを経て養父となり、三人を我が子のように愛した。ポールの起こした親権獲得の訴訟に、母コリーンは姿を現さなかった。やがてクリスは遠地の医大、キャシーは高校とバレエスクール、キャリーは小学校寄宿舎に入りそれぞれに学生生活を送れるようになった。兄と妹がそれぞれ寮に入りポールと二人で暮らすうち、キャシーは25歳年上のポールの抱える過去の悲しみに気づき、恋愛感情を持つようになった。17歳と42歳の時に二人は男女の関係になり、翌年に婚約した。キャシーが積極的にポールを誘惑し口説き落としたのは、屋根裏部屋での異常な生活によって育まれた兄クリスとの恋愛関係を断つためでもあった。
高校卒業後、キャシーはバレリーナになった。ポールはかつて妻を亡くしており、その妻にまつわる嘘を吹き込まれたことでキャシーは彼を信頼できなくなり、あてつけのように同じバレエ団のダンサージュリアンと衝動的に結婚した。すぐにポールへの誤解は解けるも、年の近い同業者であるジュリアンと結ばれるべきだとポールは身を引いた。苛烈なジュリアンは時にキャシーに暴力を振るうが、親との確執を持つ彼にキャシーはシンパシーを抱き、相手など誰でもいい当てつけの結婚であったが、次第に彼を愛するようになった。しかし彼の子を身ごもった矢先に、ジュリアンは自殺まがいの事故で逝去した。キャシーは寡婦の身で、男児ジョーリイを産んだ。
27歳になったキャシーは母親への復讐の念を捨てきれず、ジョーリイとキャリーを連れて、かつて監禁されていた屋敷のそばへ転居した。20歳のキャリーは幼児期の長い監禁生活の影響で、顔だけは大人の美女なのに背は伸びず幼児のような体の奇異な容姿に育ち、自信のない塞ぎ込んだ性格になっていた。そんなキャリーであったが、新居で知り合った青年と恋に落ち明るくなっていった。しかし、突然の自殺を遂げてしまう。年齢以上に幼く無垢そうに見えるキャリーに、敬虔な恋人は当然に純潔を期待していたが、キャリーは誰でもいいから愛されたいと小児性愛趣味の男に体を委ねてしまった過去があり、穢れた自分に生きる価値はないと思い詰めた。双子の片割れコーリイの死を模倣し、害獣駆除用の砒素をドーナツにまぶして食べ、中毒症状に4日間苦しみ抜いた末の死だった。
キャシーは復讐劇を始め、まずは母コリーンの新しい夫であるバートを寝取り、彼の子供を妊娠した。バートはかつてキャシーが初めてのキスを捧げた、いわば初恋の相手でもあり、復讐心だけではない思いも彼に対してはあった。次には屋敷に侵入し、今では寝たきりになっている祖母オリヴィアに鞭打ち、かつて自身の髪をタールで固められたように、溶けたろうそくで祖母の髪を固めた。屋敷で恒例のクリスマスパーティが開かれた夜、キャシーは招かれざる客として現れ、大勢の客人たちの前で母の娘であることを明かし、3年以上にわたる実子への監禁と、それにより死んだ二人の子供について告発した。母と瓜二つに育ったキャシーの容姿はなによりの証拠となった。母は夫を奪われ、罪の子の存在を明かされたことで遺産の継承権も失った。錯乱した母は屋敷に火を放ち、ほとんどの客は逃げおおせたものの、寝たきりの祖母を救おうとしたバートは祖母もろとも煙に飲まれ死した。精神崩壊した母は罪に問われることもなく精神病院へと入った。母は一度は遺産の継承権を失ったものの、祖父の遺産は祖母のものとなり、その祖母が死したのでまた母へと戻ることになり、しかし正気を失った彼女にはもう意味がなかった。
オーバーワークを重ねていたポールは心臓を悪くし、余命幾ばくもない状態となった。改めて求婚を受け入れ、キャシーはポールの妻となった上で、バートの子供を産み、父と同じバートという名を与えた。結婚後3年でポールを看取ったキャシーは、最後に残された男である実兄クリスの愛を受け入れ、二人の血縁を知る者のいない地に移り住み、そこで夫婦となり二児と共に平穏な家族生活を送るようになった。1975年、30歳になったキャシーは幸せに暮らしながらも、母に似た容姿と男たらしな性質を持つ自分が、いつか母のように我が子を屋根裏部屋に閉じ込めないかと、一抹の恐怖を抱いた。

### 棘があるなら
1982年、キャシーは37歳になり、実兄かつ夫である39歳のクリスと、14歳の息子ジョーリイ、9歳の息子バートと共に暮らしていた。息子たちは父母が実の兄妹であることを知らず、クリスを優しき養父とだけ思っていた。キャシーが時折憑かれたように屋根裏部屋でバレエを踊る理由も、クリスが激しく動揺しながらそれを止める理由も息子たちは知らない。
人当たり良く学校生活とバレエを楽しむジョーリイに対し、バートは不器用で何事も上手く行かず、無力さからくる癇癪持ちで孤立していた。キャシーは亡くなった知人の娘シンディを養子に迎え溺愛するようになり、バートはますます親の愛を奪われたと孤独を感じる。一家の隣には空き家があったが、大掛かりな改装を経て、黒いベールを纏った寡婦姿の老婦人が越してきた。その老婦人は、キャシーをかつて見捨てた母コリーンであった。長く精神病院に入っていたコリーンは正気を取り戻し、我が子から許しを得るために接近した。コリーンは直接キャシーとクリスに会いに行く勇気はなかったが、隣人に興味を持って近づいてきたバートに優しく接し、バートは懐いて彼女の家へ入り浸るようになった。
コリーンの執事であるジョン・エイモスは、キャシーとクリスが忌まわしき近親相姦関係の兄妹であること、金髪の女がいかに男を堕落させるかをバートに説き、バートは狂っていく。自分が愛の末にできた子ではなく、復讐のために作られた子であると知らされ、バートは苦しんだ。またジョンは、キャシーの祖父マルコムに心酔しており、マルコムの日記をバートに託した。バートはマルコムに憧れ、彼を模倣した偏屈な老人のような言動を繰り返して家庭内に不和をもたらした。
バートの変化の原因が隣人にあると知ったキャシーは、隣人がコリーンであることに気づく。コリーンは許しを乞う。コリーンは子供たちを殺害しようなどと思っていなかった、砒素で弱らせて入院させ、祖母らには死んだことにして外へ逃がしてやりたかったと謝罪するも、キャシーは信じられず拒む。そんなキャシーをジョンは殴りつけ、昏倒したキャシーとコリーンを地下室に閉じ込めた。コリーンの遠縁であるジョンは、かつてコリーンと婚約しマルコムの資産を受け継ごうとしていたが、コリーンの駆け落ちにより計画が狂い、コリーン、そして彼女のような金髪の女への憎悪を募らせていた。地下室で高熱を出したキャシーは幼児帰りを起こし、自分のいる暗闇が地下室ではなく屋根裏部屋と錯覚しコリーンに盛んに助けを求め、コリーンは世話をしながら贖罪を続けた。
ジョンはやがて家屋に火を放ちキャシーとコリーンを殺害しようとしたが、クリスらが救った。その中でジョンは死亡し、またコリーンも心臓発作を起こして死した。キャシーはコリーンを看取り、彼女の罪を許した。コリーンは莫大な財産を、孫であるジョーリイ、バート、シンディに託すとの遺書を残していた。バートは死に瀕したキャシーを見たことで母への愛を取り戻し大人しくなるも、マルコムへの崇敬は改められず、一抹の不安を残した。

### 屋根裏部屋へ還る
1997年、キャシーは52歳、兄にして夫のクリスは54歳となった。長男ジョーリイは幼馴染である妻メロディと共に世界的なバレエダンサーとして活躍している。次男バートは、幼少期には荒れていたが、嫉妬の対象であるジョーリイがバレエのため家を出てからは伸び伸びとできるようになり素晴らしい学業成績を修め社交面も改善され、もうすぐ25歳の優秀なビジネスマンとなっている。キャシーとクリスのいまだ衰えぬ近親愛を、ジョーリイは許し受け入れたが、バートは人生の汚点として憎み続け、母であるキャシーへの愛はありつつも、クリスの存在を受け入れられなかった。養女で末娘のシンディは華やかな高校生活を送りながら、歌手になることを夢見ていた。
コリーンは孫たちがそれぞれ25歳になったら順次遺産を渡すとの遺言を残しており、バートは豪勢な25歳の誕生日パーティーを主催した。パーティーの場所は、再建されたフォックスワース邸である。マルコムに心酔するバートは、名義も改めフォックスワース姓となった。キャシーは、新しいフォックスワース邸がかつて監禁されていた屋敷そのままの姿であることに恐怖すら抱く。迎えられた屋敷には、見知らぬ高齢男性がいた。彼、ジョエル・フォックスワースはコリーンの死んだはずの兄であり、山岳遭難により死亡認定されていたが、実際には支配的な父マルコムから逃れるために修道院に身を寄せ生きていた。ジョエルがアドバイスしたからこそ屋敷は精巧に旧邸を再現できていた。キャシーとクリスの関係を知らされているジョエルは、敬虔さから二人を忌まわしく扱った。
バートの誕生パーティの日、ジョーリイとメロディは招待客の前でバレエ劇を披露した。セットの柱を揺すり崩しシーンで、本来は粉々に崩れるはずの柱が何故か濡らされて固められていたために柱は巨大な塊となって落下し、ジョーリイは押しつぶされ負傷した。ジョーリイは下半身不随の大怪我を負い、到底バレエを続けられる体ではなくなった。メロディはジョーリイの子供を妊娠しているが、不具者となり絶望するジョーリイを見ていられず面会も避け泣いてばかりいた。以前から、ジョーリイへの憧憬の延長でメロディに気のあったバートは、沈んでいるメロディを慰めるという形で抱き、ジョーリイとメロディの夫婦関係は破綻した。
メロディは双子の男女を産み、子供たちの存在はジョーリイの心を慰めるも、メロディはもう踊れない夫を介護しながら育児をする勇気を持てず、離婚して一人でバレエの道へと帰った。キャシーは金髪碧眼の双子の孫に、キャリー＆コーリイの面影を見てその名で呼びさえしたが、ジョーリイはそれを良しとせず、Cから始まる名前の夭折した双子の次をいけるよう、Dから始まる綴りのダーレン＆ディアドルと名付けた。ジョーリイはバートを許し和解するためにボトルシップを組み立てるも、渡す前に何者かに破壊されたり、雨の日に部屋の窓を開放され窓の開閉もままならない不自由な体でびしょ濡れになり重篤な風邪を引くなど、フォックスワース邸でたびたび悪意に晒された。キャシーはバレエ劇の事故のことも含めバートを疑うも、バートは嫉妬しながらも兄を愛しており、流石に彼の仕業ではないようだった。悪意の矛先はジョーリイだけではなく、様々な人為を感じさせる不幸が一家を襲った。
敷地の中に、バートとジョエルの意向によって教会が建てられた。ジョエルの行う説法にキャシーは関心を示さなかったが、彼らがダーレンとディアドルをたびたび連れ込むのが気にかかった。盗み見ると、バートは美声で讃美歌を歌っていた。勉学はできるが歌舞音曲の才はないと諦めジョーリイに引け目を抱いているようだった彼の意外な才能にキャシーは驚く。ジョエルは、「私達は近親相姦に陥るような邪悪な遺伝を受け継いでいます」と、まだなにもわからない幼い双子に暗唱させ、説教をしていた。日頃から繰り返し言わされているようだった。バートはそれには賛同できず、キャリー＆コーリイと違ってダーレン＆ディアドルは神聖な結婚によって生まれた子供だと反論するも、ジョエルに強く言い返されると口をつぐんだ。キャシーはジョエルの前に現れ、クリスとの愛になんら恥じ入るところはなく、子も孫も誰一人として汚れた存在ではないと反論した。動揺するバートに対しては、歌声を誉め、老人の影に依存せず独り立ちするよう命じた。
ある晩、クリスがなかなか帰ってこなかった。不吉を感じながらもキャシーは帰りを待つが、やがて警察官が現れ、クリスの死亡を告げた。轢き逃げされ倒れている者に駆け寄ったクリスは、自分もまた轢かれてしまい亡くなった。父のように事故死しないよう、夫妻は車には気をつけるよう忠告し合うのが出かける前の恒例だったが、クリスは医師として倒れている者を見捨てられなかった。バートはあれだけ嫌っていたはずのクリスの死に涙し、弔辞の中でようやく彼を父と認めた。時同じくして、ジョエルも癌により逝去した。彼は死期を悟ったことで修道院を出て故郷に戻ってきたのだった。バートは憑き物が落ちたようになり、攻撃性を失いただ善なる信仰心だけを強め、美しい賛美歌の声音で知られる伝道者となった。犬猿の仲であった妹シンディとともに歌うことすらあった。
ジョーリイは介護のために雇われた看護師トーニと恋仲になっており、再婚した。ジョーリイの男性機能は絶望視されていたが、トーニはやがて彼の子供を授かった。クリスの死は世間に惜しまれ、彼の名を関する医療センターが建設途中であった。また、バートは私財を投じた奨学金制度を作った。2001年、キャシーは56歳になっていた。誰もが忙しく屋敷の中に一人きりでいることの多かったキャシーは、自らの生涯を綴った自伝『The Dollanganger Saga』を書き上げると、「私のクリストファーが見つかる場所」を求め、屋根裏部屋へと上がった。子供時代のように紙で作った花でその場を飾り付けると、キャシーは窓辺で息絶えた。その死に顔は幸福そうで、12歳の少女のようにあどけなかった。

### ドールハウスの夢
1918年、キャシーの祖母であるオリヴィアがまだ24歳の若い女性であった頃から始まる、前日譚。オリヴィアは6フィート(182cm)を超す高すぎる身長と灰色の冷たい瞳を持つ不器量な女で、幼い日に親に買い与えられたドールハウスの中の美男美女の恋物語に憧れるも、彼女に恋してくれる男性は一人も現れなかった。しかし、父が仕事を通して知り合った富豪にして金髪碧眼の美男子、マルコム・フォックスワースはオリヴィアの知性を評価しプロポーズをしてくれた。オリヴィアは浮かれ喜ぶも、マルコムはビジネスパートナーとしてのオリヴィアを評価したにすぎず愛情は向けてくれず、豪奢なフォックスワース邸でオリヴィアは孤独な日々を送った。
マルコムにはコリーンという名の母がいたが、母は愛人を作りマルコムが5歳の時に家を出ていった。美しい金髪の母をマルコムは憎みながらも恋い焦がれ、母の寝室を家を出た当時の環境のまま維持していた。事情を知らないオリヴィアが戯れに豪奢な寝台に寝転がったところ、それまで妻と肉体関係を一向に持とうとしなかったマルコムは、「コリーン」と母の名を呼びながら初めて強引にオリヴィアを抱いた。夫妻の間に男女の愛が芽生えないまま、マルコムは時々母の名を呼びながらオリヴィアを犯し、男児を二人産ませた。マルコムは息子たちをも愛さず、しかし強く優秀な男になるよう時折子供を恫喝し、彼らは父に怯えながら育った。
マルコムの父ガーランドは、年齢以上に若々しく見える陽気な男で、あろうことかまだ10代の金髪の少女アリシアと再婚した。アリシアはけしてガーランドの金や名誉を目当てにしたのではなく、夫妻は真に愛し合っていた。そしてマルコムは、年下の義母アリシアに心惹かれた。ただ目で追うだけではなく、老人よりも自分の方がいいだろうと口説きさえした。オリヴィアは嫉妬しながらも、一方的に言い寄られ毅然として拒絶しているアリシアに同情もしていたし、アリシアの産んだ息子・クリストファーを年の近い自分の息子たちと一緒に遊ばせ我が子のように愛した。
ガーランドは病を得て急速に弱り、若々しさは失せた。ある日にアリシアの悲鳴が聞こえてオリヴィアが近づくと、そこには絶命しているガーランドと、半裸で泣くアリシアの姿があった。アリシアは思い詰めたマルコムに犯されそうになり、気づいて助けようとしたガーランドは掴み合って興奮したために発作を起こして亡くなった。自分のせいだとアリシアはいつまでも泣き伏す生活をすごし、オリヴィアは暗い彼女に近寄れず、代わりにクリストファーの育児に励んだ。やがて、アリシアが第二子を妊娠していることがわかった。時期からガーランドの子ではありえず、ガーランドの死後に密かにアリシアのもとに通い「コリーン」と呼びながら彼女を犯していたマルコムの子だった。
マルコムとアリシアの不名誉を隠すため、アリシアの妊娠を秘すべきだとオリヴィアは提案した。「アリシアは夫亡き後に新天地でやり直すために新居を探す旅に出た」と嘘をつき、オリヴィアはアリシアを屋敷の屋根裏部屋に隠して生活させた。そして同時に、オリヴィアは妊娠しているふりをして、日々腹部の詰め物を大きくしていった。やがて内密に雇った医者がアリシアの出産を手伝い、生まれた女児は表向きはオリヴィアとマルコムの娘ということになった。見事な金髪碧眼のその娘に、マルコムは彼の母と同じ「コリーン」という名を与えた。
アリシアはやがて、クリストファーを連れて本当に新天地へと旅立った。コリーンは表向きはオリヴィアの娘なので連れて行くわけにはいかなかった。オリヴィアは、日を追うごとに美しい少女になっていくコリーンを実の娘のように愛し、不器量な自分では身に付けられないような華やかな服飾を惜しみなく与え、溺愛した。マルコムもまた、息子たちには愛情を示さなかったのにコリーンのことは盛んに可愛がった。息子二人はなにも知らないままコリーンを妹と思い両親と同じく可愛がっていたが、相次いで不慮の事故により亡くなった。息子を失い悲しみにくれていた時、アリシアから手紙が届いた。家を出たアリシアはその後再婚したが、新しい夫にも先立たれ、またアリシア自身も病により余命幾ばくもないという。残される息子クリストファーに経済的援助を与えてほしいとアリシアは懇願していた。オリヴィアもマルコムもそれを受け入れ、やがて立派な青年に育ったクリストファーが屋敷へ現れた。亡くした息子の分も、オリヴィアはクリストファーを慈しんだ。息子への愛情がないように見えたマルコムですらも亡くしてみれば悲しみは深く、クリストファーには愛情を示した。
クリストファーとコリーンは、表向きは3歳違いの甥と姪だが、実際には種違いの同母の兄妹である。二人は仲睦まじく、オリヴィアはそのことを喜んでいたが、次第に二人の関係に家族愛以外のものを感じるようになった。やがてコリーンが18歳になった時、オリヴィアはコリーンとクリストファーが性交している現場を目撃してしまった。3年前、クリストファーが屋敷に来たその日から二人は惹かれ合っており、コリーンが18歳の大人になったら結ばれようと前から誓いあっていたという。関係を許してほしい、結婚したいと二人は言うが、実の兄妹であると知っているオリヴィアは認めることができない。マルコムも激怒し、「おまえたちふたりの罪深い恐ろしい人生が終わるまで、一生おまえたちを呪って責め続けてやる」と糾弾した。クリストファーとコリーンは手を取り合い、身一つで屋敷から出ていった。マルコムは激情のあまりに心臓発作と脳卒中を起こし、右半身麻痺により車椅子生活を余儀なくされた。かつて傲岸な男だったマルコムは弱りきった障害者となり、それでもコリーンとクリストファーに執着し、現況を知りたいので探偵を雇い定期的に報告させてほしいとオリヴィアにすがりついて泣いた。
探偵を雇ったオリヴィアは、コリーンが近親相姦の末に子供を1人産んだと知った。実の兄妹の間では白痴の奇形児しか生まれないとばかり思っていたが、美しく賢そうな子供だという。2人目こそは奇形児が生まれるだろう、そう思っていたが結局コリーンの産んだ子は4人とも美貌の健常児だった。オリヴィアは孫たちの存在をマルコムには隠し、罪の子など生まれていないと嘘を言って彼を安心させた。1957年になって、監視されていることなど知らないコリーンはオリヴィアへ手紙を寄越した。夫クリストファーが亡くなり、女手だけでは4人の子供を育てられないので実家へ帰ることを許してほしいとコリーンは手紙に涙を滲ませながら懇願していた。オリヴィアは、帰ってもいいがマルコムには罪の子の存在を隠すよう返信した。本当は、コリーンを溺愛するマルコムは罪の子をも実際に会えば許すだろうとオリヴィアはわかっていた。美しい金髪の女に目がないマルコムは、近親相姦の子でも金髪の孫娘たちを愛してしまうと察していたが、だからこそオリヴィアは孫たちをマルコムに会わせまいとした。オリヴィアは、自分と血縁のない4人の孫たちの幼く愛くるしい姿に心が揺らぎそうになるのを押さえつけながら、彼らを屋根裏部屋に閉じ込めた。

## 登場人物

### ドーランギャンガー家(Dollanganger)
キャシー（Cathy）
『屋根裏部屋の花たち』の語り手であり、以降シリーズの多くで主人公となる。ドーランギャンガー家の第二子。正式名は「キャサリン」。ドーランギャンガー家の者が皆そうであるように、金髪碧眼で見目麗しい。1945年4月生まれ。気が強く、小柄で痩身の絶世の美女。屋根裏部屋から脱した後、高校卒業を経てバレリーナとなり、脚の故障による引退後にバレエ講師となる。脚が悪化し完全に踊れなくなってからは、数奇な生涯を小説に書くようになった。屋根裏部屋で実兄クリスと肉体関係を持ち、ただの兄妹に戻ろうとした時期もあったが、後に夫婦となる。閉鎖された環境の中で見ることのできる数少ない異性として、母の恋人バートに惹かれて以来、彼と同じ「黒髪の男」に心奪われる傾向にあり、二人の黒髪の男との間に子供を産み、二児の母となる。
クリス（Chris）
キャシーの2歳年上の兄。実妹キャシーと近親相姦関係になり、彼女の三人目にして最後の夫となる。ドーランギャンガー家の第一子。正式名は「クリストファー」で、父から同じ名を与えられている。物静かで聡明、楽観的でどれだけ悲劇的な環境下でも希望を持つ。1943年11月生まれ。屋根裏部屋から脱した後には医者となる。フォックスワース邸再建後には、臨床医から遠ざかり近隣の衣料センターで癌研究に尽力。屋根裏部屋で実妹キャシーと肉体関係を持ち、妹がただの兄妹に戻りたがる一方で、数年間の監禁生活を分かち合った妹の他にはもう女性を愛せないと、アプローチを続ける。キャシーが他の男の子供を産んだ後にその子らを実子のごとく扱い夫妻として暮らすようになる。母から受けた仕打ちに苦しみつつも、それでも親子としての愛情を捨てきれず、キャシーの復讐を否定し続けた。母の錯乱後は、精神病院へ毎年見舞いに通っていた。
日本語版においては、少年期の一人称は「僕」で長じてからは「私」であるが、キャシーと二人で話す時には「僕」に戻る。
キャリー（Carrie）
キャシーの7歳下の妹、コーリイとは双子。ドーランギャンガー家の第三子。当初はおしゃまで生意気な女児であった。幼児期の数年間を閉鎖環境で暮らしたためか発育障害があり、屋根裏部屋からの脱出後も身長が伸びず、顔は美しく育ったのに体だけが幼児のような奇異な容姿の大人になった。いじめに遭わないようにと良家の子女が通う全寮制の学校に入れられたが、期待を外れて外見を理由に凄惨ないじめに遭い陰気な性格になる。忙しい家族に代わり家事を懸命に行い、料理や裁縫の腕前はそれで食べていけるほど。はじめての恋人ができプロポーズを受けるも、寂しさから小児性愛者に体を委ねた過去を持つ純潔でない自分は結婚に値しないと絶望し、20歳で自殺する。
コーリイ（Cory）
ドーランギャンガー家の第四子。おっとりした男児であったが、毒物の仕込まれたドーナツを好んで食べたために病気になり8歳で死亡。身元を隠すための偽名の墓に埋葬されたということになっていたが、実際にはその遺体は弔われもせず屋敷内に遺棄されていた。
コリーン（Corrine）
四兄弟の母。21歳の時にキャシーを産んだ。大富豪フォックスワース家の末子にして唯一の娘で、天性の美貌から周囲に愛玩されて育った。大人になってからも少女のようなあどけなさを持ち、夫からはお姫様のように扱われ大切に守られていた。夫とは、3歳差しかない年の近い叔父と姪という間柄であり、関係を許されずに18歳の時に駆け落ちした。夫亡き後にはじめて経済的な苦境を知り、そこから逃れるために子供を地獄へ叩き落とす。
バート・ウィンスロウと再婚した後には姓がウィンスロウに変わる。監禁から逃げた子供たちから罪を暴かれることに怯え、あまり自宅に居着かず逃げるように世界中を旅して回っていた。罪を告発された後、錯乱し精神病院に長期間入っていたが、正気を取り戻してからは子供たちが恋しくなり、和解を求めキャシーらに接近する。美貌と華美な生活に溺れて子供を裏切った過去を悔い、お金があるにも関わらずボロボロの黒一色のドレスに身を包み、顔に爪で切り裂き醜い傷跡をいくつもつくり、それでもなお美しい顔を深いベールで覆って暮らしている。
クリストファー（Christopher）
四兄弟の父。第一子に同じ名を授けており、彼が長じてからは容姿も似ている。若い後妻の息子として生まれ、異母兄マルコムの娘、つまりは姪であるコリーンとは3歳差しかなく、彼女と恋仲になり駆け落ちして結婚。ドーランギャンガーという綴りの複雑な姓は、結婚の際に創作したものである。
3歳で父ガーランドを亡くし、母アリシアの再婚相手が医者であったため医者を志していたが、義父と母が立て続けに死去。18歳からマルコムのもとで経済支援を受けていたが、駆け落ちによって後ろ盾を失い、進学することが叶わず医師の道は諦め、その夢は長子クリスに引き継がれた。大企業に入社し妻子に経済的な不自由を与えることはなかったが、予期せぬ交通事故により36歳の誕生日に亡くなった。

### フォックスワース家
オリビア・フォックスワース
キャシーの祖母、コリーンの母。フィート(182cm)を越す長身で、灰色の瞳と灰色の髪を持つ。敬虔なキリスト教徒であり、近親相姦の果てに生まれたキャシーら四兄弟を忌まわしく扱う。年頃に育ったクリスとキャシーが良からぬ関係にならないか事あるごとに疑いをかけ、返って二人をそのような関係に導いていく。旧姓ウィンフィールド。
本編においては冷徹な老女であるが、番外編『ドールハウスの夢』では、高すぎる身長へのコンプレックスを持ちながらも恋を夢見る鳶色の髪の乙女として主人公を務める。不器量を補うため経営学を父に叩き込まれたが、怜悧さは返って男性を遠ざけた。着飾るしか能のない美しい女性たちへの蔑視と嫉妬を抱く。
本編においても、主人公であるキャシーらからは冷徹に見える一方、ヒ素入りのドーナツを子供たちから遠ざけようとしたり、罪深い子供たちの許しを求めて神に祈る姿が目撃されるなどの一面が描かれている。
マルコム・ニール・フォックスワース
キャシーの祖父、コリーンの父。富豪の家に生まれ更に財を成した優秀な実業家。6フィート2インチ(188cm)ほどの長身で若い頃は金髪碧眼の美男子であったが、半身不随により長く車椅子生活を送る。コリーンの名は、マルコムの実母の名から。実母コリーンは5歳の時に愛人を作りマルコムを捨てて家を出ており、マルコムは母への執着に生涯苦しみ、娘のコリーンに母を投影し溺愛していた。娘以外にも母と同じ金髪の女に惹かれる性質を持つが、一方で金髪の女は母のように愚かで尻軽だという蔑視も持ち合わせ、性的に惹かれる対象とは正反対の特徴を持つ不器量で賢いオリビアを望んで娶ったが、子供まで作りながらも彼女を愛することはできなかった。若い頃には「金髪の女性」との快楽に耽っていたが、二人の息子の死と娘の駆け落ちの末に精神的ショックにより車椅子生活の不具者となり、一転してオリヴィアと共に敬虔なキリスト教徒となった。
ガーランド・フォックスワース
キャシーの曽祖父、マルコムの父。マルコムに似た容姿だが幾分明るい印象を与え、年齢の割に外見も言動も若々しい。事業はマルコムに任せレジャーを楽しんでいた。知人の娘であるまだ10代のアリシアとかなりの年の差がある再婚をし、老齢の身で第二子クリストファーを授かる。
アリシア・フォックスワース
ガーランドの若き後妻。金髪の美しい女性。父の知人であるガーランドに以前から惹かれており、彼が富豪だからではなく純粋な恋心からアプローチし、かなりの年の差を物ともせず結婚した。ガーランドとの間に第一子クリストファーを産み、彼の死後にマルコムに手籠めにされコリーンを出産。
ジョエル・ジョーゼフ・フォックスワース
オリヴィアとマルコムの息子で、次男。コリーンの兄。抑圧的な父に反対されながらも音楽を愛し、その道に進むことを夢見る青年だった。しかし兄のマルの死後に後継ぎとして求められることに耐えかね、山岳遭難を装って出奔、修道院に長く身を寄せ敬虔な宗教者となった。フォックスワース家の動向を追っていたため、屋敷の消失と再建計画を聞きつけ、余命が幾ばくもないと知り故郷に死に場所を求めたこともあり、帰郷。近親相姦をしたコリーンやキャシーに対し嫌悪を示し、コリーンの孫であるバートと親しくなる一方で、精神不安な面の強いバートに母キャシーの罪深さを説き苦しめる。

### 血族・姻族
バート・ウィンスロウ
コリーンの8歳年下の再婚相手。正式名は「バーソロミュー」で、息子に同じ名が授けられる。キャシーより13歳年上。髭の生えた野性的な印象を与える「黒髪の男」。キャシーが「黒髪の男」に惹かれる原因となった存在。コリーンが資産家の娘であることを知らないまま恋に落ち、結婚後には金目当てと世間に嘲られプライドを傷つけられ屈折している。弁護士であるが、妻につきそい世界中を旅して回っておりほぼ仕事ができず、才能を発揮できないことにも悩んでいる。キャシーを、まさか妻の娘とは知らぬまま関係を持ち妊娠させる。キャシーとの関係は当初は、妻に似たミステリアスで挑発的な女を面白がってのものだったが、次第に愛するようになり真実を知ってからはキャシーの味方についた。屋敷の大火の際に死亡する。
ポール・スコット・シェフィールド
キャシーより25歳年上の男性医者。キャシーの二人目の夫。眼鏡をかけた、茶色がかった「黒髪の男」。茶色をメインに様々な色が複雑に入り乱れた虹色のような魅力的な瞳を持つ。物腰穏やかで、見ず知らずの三人兄妹を引き取り惜しみなく愛情を注ぐ。かつては妻ジュリアと3歳の息子スコティがいたが、ポールの不倫により妻が子供を連れて無理心中してしまったという過去を持ち、それから13年女性とは縁がなかった。親子ほど年の離れたキャシーと恋仲になり婚約するも、誤解からキャシーに裏切られ破綻。以降もキャシーに思いを寄せつつも、三兄妹の良き養父であり続ける。ワーカーホリック気味であり、過労により体を壊し死期を悟った後に改めてキャシーに求婚し結婚、その3年後に看取られながら死亡。キャシーとクリスに遺産を与えた。
養父の立場でありながらキャシーと男女関係になったことをクリスに強く非難されるも、それでも赤の他人を養育した末に過労で亡くなったことには敬意を持たれており、クリスはキャシーとの兄妹関係を隠すため、ポールの弟を自称するようになった。最終的にはキャシーらはシェフィールド姓を名乗っている。
ジュリアン・マルケ
キャシーより4歳年上のバレエダンサー。キャシーの一人目の夫。見事な漆黒の「黒髪の男」。両親もダンサーであり、親である前にダンサーとして接してくる父との不和から、異常な寂しがり屋かつ癇癪持ち。キャシーに求愛するもその気性の荒さから当初は煙たがられていた。キャシーと結婚後は勝手な嫉妬心から彼女に暴力を奮うようになり、破滅的な行動を繰り返した末に、違法薬物を接種しながらの運転の中で大事故を起こし負傷。ダンサーを続けられないほどの深刻な怪我に苦しみ、点滴チューブを切りつけて自殺する。
ジョーリイ・ジェイナス・マルケ・シェフィールド
キャシーとジュリアンの子供。『棘があるなら』の語り部の一人。正式名は父と同じく「ジュリアン」であるが、ジュリアンとコーリイの名をかけ合わせ愛称を付けられた。黒髪に青い瞳。ジュリアンの母に、ジュリアンを超えるダンサーになるよう期待され、キャシーに仕込まれ両親譲りのダンスの才能を見せる。頭も良く穏やかな美少年として育ち、長じては世界的なダンサーとなった。幼馴染で初恋の相手であり、またダンスのパートナーでもあるメロディと結婚し双子のダーレンとディアドルを授かるも、舞台中の事故により下半身不随となり、ダンスにより結ばれたメロディとは愛し合えなくなり離婚。後に介護をしてくれた看護師のトーニと結ばれ、車椅子生活のままではあるが、第3子を授かるほどに健康を取り戻した。
バート・スコット・ウィンスロウ・シェフィールド
キャシーとバートの子供。正式名は「バーソロミュー」で、父と同じ名を授けられた。異父兄ジョーリイより5歳年下。『棘があるなら』の語り部の一人。黒髪に黒眼。先天的に触覚がにぶく痛覚もほとんどなく、そのためか物と体の距離を測りかねるところがあり、よくなにかに躓いたり、力を込めすぎて物を壊してしまう不器用な少年だった。その特性から人間関係が上手くいかず、粗暴な癇癪持ち。自己嫌悪からくる逃避として、一人きりの空想の世界に走っては作り上げたキャラクターになりきる癖があった。なんでも卒なくこなせる5歳上の異父兄ジョーリイに対し強い嫉妬を抱いていた。成長するにつれて厄介な特性は薄れ人並み以上に優れた学業成績を収め、青年実業家となるも、時たま爆発して暴力を振るう。
9歳のころから、日記などを通して知ったマルコムに傾倒。大人になってからはマルコムに合わせて姓をフォックスワースに改めた。近親相姦の末の子かつ復讐目当てに作られた子であるという事実と、マルコムに倣った敬虔さから長く苦しむ。
シンディ・ジェーン・ニコルズ
正式名は「シンシア」。キャシーのバレエ教室の教え子であるニコル・ニコルズの娘で、シングルマザーであるニコルの死後にキャシーに引き取られ養子となる。金髪碧眼の幼い容姿が、キャリーの幼少期を思わせるとしてキャシーは運命的なものを感じ溺愛した。14歳年上の義兄ジョーリイに可愛がられ良好な兄妹でいる一方、9歳年上のバートには物心つく前から暴力的に振る舞われ犬猿の仲。華やかで快活な美少女へと育つも、調子に乗りやすく軽薄な面が目立つ。
ジョン・エイモス・ジャクソン
オリヴィアの従弟で、後にフォックスワース邸の執事となる。元々は信心深い大人しい青年だった。オリヴィアの娘コリーンに恋をしていたが、彼女の駆け落ちにより想いが叶うことはなかった。子供をすべてなくしたフォックスワース家の遺産を継がされるはずだったが、コリーンが夫を亡くし出戻ったことで継承権を彼女に奪われ、コリーンに愛憎を抱く。
トーニ・ウィンタース
正式名は「アントーニア」。ジョーリイが不具者になってから世話をするために雇われた看護師。ジョーリイと恋仲になり、後妻となる。ジョーリイより10歳年下。当初はバートに心惹かれるも、ジョーリイの人格にこそ安らぎを見出す。

### 周辺人物
ヘンリエッタ・ビーチ
通称ヘニー。ポール宅の住み込み家政婦。太った大柄の黒人女性。キャシーは彼女と出会うまで黒人を見たことがなかった。屋根裏部屋から脱走した兄妹とバスで居合わせ、キャリーの容態の悪さに気づきバス運転手を恫喝して病院へ直行させた。耳は聞こえるが口を利くことができず、手話と筆記でやり取りをする。心優しく家事上手で、キャシーらにとって母の如き存在となるが、持病により倒れ、彼女の看病をオーバーワークの上に重ねたことによりポールも体を患った。
トレヴァー・マインストリーム・メジャーズ
再建後のフォックスワース邸に務めるようになった使用人の男性。登場時59歳。時折癇癪を爆発させる屋敷の主人バートにめげずに長く勤められる人格者。物語の最後に、屋根裏部屋で事切れているキャシーを見つける。

## 1987年の映画

### あらすじ
クリス、キャシー、双子のキャリーとコーリーの4きょうだいは、父親が事故死したため、母親コリーンの実家で母親、祖父母と共に暮らすことになった。しかし、祖母は4きょうだいを母親から隔離して屋根裏部屋へ幽閉し、執拗な苛めを加える。4きょうだいは何度も脱出を試みるが、厳重な監視により失敗を繰り返す。やがて食事も止められ、彼らは日に日に衰弱していき、特にコーリーに至っては動くことも出来なくなる。
コーリーの容体はいよいよ悪くなり、祖母と母親が病院に連れて行くことにするが、その後母親はコーリーが死んだことを3人に告げる。その後、コーリーが捕まえてペットとして飼っていたネズミが死んだ。不審に思ったクリスは、餌として与えていた食事に出されたクッキーを調べ、さらにコーリーの病状から、クッキーにヒ素が混ぜられていたことを突き止める。そのクッキーは毎回彼らに食事として出されていたものだった。ここへ来て3人は、母親が自分たちを裏切って殺そうとしていることを知り、復讐を決意する。母親はセレブと再婚しようとしており、彼らが邪魔になったのだ。
そして結婚式当日、3人は食事を祖母が運んできたときに祖母を殴り倒してついに脱走、式場に乗り込み、母親にヒ素入りクッキーを食べるようバルコニーまで追いつめる。母親はバルコニーから落下、ベールが首に引っかかって死んだ。復讐を果たした3人は屋敷を出て、それぞれの夢へと進んで行くのだった。

### キャスト
※括弧内は日本語吹替。
- コリーン：ヴィクトリア・テナント（高島雅羅）
- キャシー：クリスティ・スワンソン（水谷優子）
- 祖母：ルイーズ・フレッチャー（此島愛子）
- クリス：ジェブ・スチュアート・アダムス（飛田展男）
- コーリー：ベン・ギャンガー（浦野裕介）
- キャリー：リンゼイ・パーカー（坂木朋子）
- 父：マーシャル・コルト
- 祖父：ネイサン・デイヴィス（丸山詠二）
- ジョン：アレックス・コバ（秋元羊介）
- ウィンズロー：レオナード・マン（沢木郁也）
- ナレーター/大人のキャシー（藤生聖子）

※テレビ放映：テレビ東京「木曜洋画劇場」1992年8月27日

## 2014年のドラマ
2014年にライフタイムで『屋根裏部屋の花たち』がドラマ（テレビ映画）化した。2014年1月21日の初回放送での視聴者数は約610万人で、当時のケーブルテレビオリジナル作品として最高の成績を収めた。1987年の映画よりも原作に忠実な部分が多く、原作における重大な要素である兄妹の近親相姦が取り上げられる。
2014年5月26日、2作目『炎に舞う花びら』が放映された。原作では『屋根裏～』の直後の話であったが、ドラマでは10年後から始まっており、子供たちのキャストはティーンエイジャーから成人の俳優へと変更。養父ポールの死後から話が始まっており、キャシーとはあくまでも義理の親子でしかなく、原作にあった恋愛関係はカットされ、全体的にストーリーが再構成されオリジナル要素が多い。脚本のKayla Alpertは、ポールとキャシーの関係について「近親相姦を扱った後、私たちはその上に小児性愛は必要ないと判断した」と述べている。
2015年4月5日、3作目『棘があるなら』が放映された。中年となったキャシーらは俳優が変更された。
2015年4月21日、4作目『屋根裏部屋へ還る』が放映された。原作において重要キャラクターであるジョエルは登場せず、またバートとシンディが恋仲になるというオリジナル展開がある。

### スタッフ・キャスト
- 監督：デボラ・チョウ（1作目）→Karen Moncrieff（英語版）（2作目）→Nancy Savoca（英語版）（3作目）→Shawn Ku（英語版）（4作目）

- キャシー：キーナン・シプカ（1作目）→Rose McIver（英語版）（2作目）→Rachael Carpani（英語版）（3作目以降）
- クリス：Mason Dye（英語版）（1作目）→Wyatt Nash（英語版）（2作目）→ジェイソン・ルイス（3作目以降）
- キャリー：Ava Telek（1作目）→Bailey De Young（英語版）（2作目）
- コーリー：Maxwell Kovach
- コリーン：ヘザー・グラハム
- オリヴィア：エレン・バースティン
- バート・ウィンスロウ：ディラン・ブルース
- クリストファー（父）：Chad Willett（英語版）
- マルコム：Beau Daniels（英語版）（1作目）→Robert Moloney（英語版）（2作目）
- ジュリアン・マルケウィル・ケンプ
- バート（息子）：Mason Cook（英語版）（3作目）→James Maslow（英語版）（4作目）
- ジョーリイ：Jedidiah Goodacre（英語版）（3作目）→Anthony Konechny（4作目）
- メロディ：エミリー・テナント（3作目）→Leah Gibson（英語版）（4作目）
- ジョン・エイモス：Andrew Kavadas（英語版）（1作目）→Mackenzie Gray（英語版）（2作目）
- シンディ：Bailey Skodje as Cindy（3作目）→サミ・ハンラティ（4作目）

## Flowers in the Attic: The Origin
『ドールハウスの庭』のドラマ（テレビ映画）化で、ライフタイムにて全4話のシリーズとして2022年7月9日から放映された。

### キャスト
- オリヴィア：Jemima Rooper（英語版）
- マルコム：マックス・アイアンズ
- コリーン：Hannah Dodd（英語版）
- クリストファー：Callum Kerr（英語版）